# Flash Gordon (videogioco 1986)
Flash Gordon è un videogioco basato sui fumetti di Flash Gordon, pubblicato direttamente in edizione economica da Mastertronic nel 1986 per Commodore 64 e successivamente convertito per Amstrad CPC, MSX e ZX Spectrum. Sul mercato statunitense uscì una versione per Commodore 64 su dischetto intitolata Captain Zapp, priva di espliciti riferimenti al fumetto.

## Modalità di gioco
Il giocatore controlla Flash che deve sventare i piani distruttivi di Ming entro 24 ore e per questo atterra sul suo pianeta Mongo. Il gioco è suddiviso in tre parti con meccaniche di gioco molto differenti, da completare entro un tempo totale.
1. Nel primo livello bisogna trovare l'uscita da una giungla popolata da animali e altre creature ostili. La giungla è formata da un labirinto di ambienti a schermata fissa, con visuale di profilo, collegati da sentieri in orizzontale o in profondità. Flash può correre, saltare, abbassarsi, sparare con la pistola laser a tre diverse altezze ma con munizioni limitate, e sferrare calci. Non ci sono vite, se si viene colpiti si perde un po' del tempo a disposizione. Si dispone di una mappa, anche se molto approssimativa e senza indicazione della posizione attuale.
2. Superata la giungla ci si trova in uno spiazzo a schermata fissa dove bisogna affrontare il principe Barin, uno scagnozzo di Ming, in un picchiaduro uno contro uno bidimensionale. Flash ha numerose mosse di corpo a corpo a disposizione. Un disegno simbolico di un tiro alla fune indica come sta andando il combattimento.
3. Nell'ultima parte si pilota una jet-moto con visuale in prima persona, su un paesaggio piatto disegnato a griglia. La moto può sterzare e sparare ad altezze variabili. Bisogna colpire una serie di guardiani volanti, poi affrontare un campo minato e infine lo scontro finale con la jet-moto di Ming.